# Johann Ludwig Josef von Cobenzl
Il Conte Johann Ludwig Joseph von Cobenzl (Bruxelles, 21 novembre 1753 – Vienna, 22 febbraio 1809) è stato un politico e diplomatico austriaco.

## Biografia
Johann Ludwig era figlio del ministro austriaco conte Johann Karl Philipp von Cobenzl e della sua prima moglie, la contessa ungherese Maria Theresia von Palffy.
Intrapresa la carriera diplomatica, nel 1774 venne nominato ambasciatore a Copenaghen, nel 1777 venne trasferito a Berlino ed infine nel 1779, grazie all'influenza del cugino e diplomatico conte Johann Philipp von Cobenzl ed alla protezione dello statista Wenzel Anton von Kaunitz, divenne ambasciatore alla corte russa di San Pietroburgo. Con tale ruolo, nel 1795, durante la terza partizione della Polonia, negoziò una buona parte delle acquisizioni austriache che l'Impero non aveva ottenuto dalla seconda partizione.
Il 17 ottobre 1797 siglò con Napoleone il Trattato di Campoformio e nel 1800 divenne ministro degli esteri della monarchia asburgica, siglando il Trattato di Lunéville nel 1801 con la Francia che riconosceva al Bonaparte il titolo di imperatore. Nel 1804 venne prescelto dall'Imperatore Francesco II d'Asburgo-Lorena per ricoprire la carica di Ministro di Stato (ovvero Primo Ministro). Nel 1805 l'Impero prese parte alla terza coalizione antifrancese e venne sconfitto nella Battaglia di Austerlitz, il che fece dimettere von Cobenzl dai suoi incarichi istituzionali dopo la sigla della Pace di Presburgo.
Cobenzl fu membro dell'accademia degli Illuminati con il nome di Arrian e nel 1774 sposò la contessa Maria Theresia Johanna de Montelabate, dalla quale ebbe un figlio, Carl Ludwig.